# Thomas Harrison (Radsportler)
Thomas Harrison (* 13. Mai 1942) ist ein ehemaliger australischer Radrennfahrer.

## Sportliche Laufbahn
Harrison war im Bahnradsport aktiv. Er war Teilnehmer der Olympischen Sommerspiele 1964 in Tokio. Im Sprint gewann er seinen Vorlauf, in der zweiten Runde unterlag er gegen Patrick Sercu. 
Bei den Commonwealth Games 1962 in Perth gewann er den Sprint.